# Dendrochilum yuccifolium
Dendrochilum yuccifolium är en orkidéart som beskrevs av Louis Otho Otto Williams. Dendrochilum yuccifolium ingår i släktet Dendrochilum och familjen orkidéer. Inga underarter finns listade i Catalogue of Life.